# ماركو اتشيلي
ماركو اتشيلي (بالإيطالية: Marco Achilli)‏ هو لاعب كرة قدم إيطالي في مركز الوسط، ولد في 9 ديسمبر 1948 في ميلانو في إيطاليا، وتوفي بنفس المكان في 22 سبتمبر 2009. لعب مع إنتر ميلان ونادي بياتشينزا ونادي فاريسي ونادي ليفورنو ونادي مونزا.

## وصلات خارجية
- ماركو اتشيلي على موقع قاعدة بيانات كرة القدم.إي يو (الإنجليزية)
- ماركو اتشيلي على موقع عالم كرة القدم.نت (الإنجليزية)